# واهاگن باگراتونی
واهاگن باگراتونی (ارمنی: Վահագն Բագրատունի؛  ۱۲ مارس ۱۹۳۸ – ۱ ژوئیهٔ ۱۹۹۱) یک بازیگر اهل ارمنستان بود. وی بین سال‌های - تا - میلادی فعالیت می‌کرد.

## زندگی‌نامه
وی در ۱۲ مارس ۱۹۳۸ در ایروان به دنیا آمد . همچنین برندهٔ جوایزی همچون هنرمند مردمی ارمنستان شوروی، نشان برجسته افتخار و هنرمند مردمی جمهوری شوروی فدراتیو سوسیالیستی روسیه شده است. وی در ۱ ژوئیهٔ ۱۹۹۱ در سن ۵۳ سالگی در ایروان درگذشت.

## گزیده فیلمشناسی
از فیلم‌ها یا برنامه‌های تلویزیونی که وی در آن نقش داشته است می‌توان به راز دریاچه کوهستان، من شخصاً او را می‌شناسم اشاره کرد.